# Diocesi di Keimoes-Upington
La diocesi di Keimoes-Upington (in latino Dioecesis Keimoesana-Upingtonensis) è una sede della Chiesa cattolica in Sudafrica suffraganea dell'arcidiocesi di Bloemfontein. Nel 2021 contava 69.950 battezzati su 439.370 abitanti. È retta dal vescovo Edward Gabriel Risi, O.M.I.

## Territorio
La diocesi comprende parte della provincia del Capo Settentrionale in Sudafrica.
Sede vescovile è la città di Keimoes. A Pella si trova la cattedrale dell'Immacolata Concezione, mentre a Upington si trova la concattedrale di Sant'Agostino.
Il territorio è suddiviso in 25 parrocchie.

## Storia
La prefettura apostolica del fiume Orange fu eretta il 20 giugno 1885, ricavandone il territorio dalla prefettura apostolica del Capo di Buona Speranza, Distretto centrale (oggi diocesi di Oudtshoorn).
Il 2 maggio 1898 la prefettura apostolica fu elevata a vicariato apostolico in forza del breve Ex debito pastoralis di papa Leone XIII; con lo stesso breve, furono ridefiniti i confini del vicariato apostolico.
Il 7 luglio 1909 cedette una porzione del suo territorio a vantaggio dell'erezione della prefettura apostolica del Gran Namaqualand (oggi diocesi di Keetmanshoop).
Il 9 luglio 1940 cambiò nome in favore di vicariato apostolico di Keimoes per effetto del decreto Cum generatim della Sacra Congregazione di Propaganda Fide.
L'11 gennaio 1951 il vicariato apostolico è stato elevato a diocesi con la bolla Suprema Nobis di papa Pio XII.
Ha assunto il nome attuale l'8 febbraio 1985.

## Cronotassi dei vescovi
Si omettono i periodi di sede vacante non superiori ai 2 anni o non storicamente accertati.
- Jean-Marie Simon, O.S.F.S. † (luglio 1885 - 21 novembre 1932 deceduto)
- Odilon Fages, O.S.F.S. † (21 novembre 1932 succeduto - 14 ottobre 1939 deceduto)
- Henry Joseph Thünemann, O.S.F.S. † (9 luglio 1940 - 12 settembre 1962 dimesso[1])
- Francis Xavier Esser, O.S.F.S. † (12 settembre 1962 succeduto - 8 dicembre 1966 deceduto)
- John Baptist Minder, O.S.F.S. † (12 ottobre 1967 - 5 luglio 2000 ritirato)
- Edward Gabriel Risi, O.M.I., dal 5 luglio 2000

## Statistiche
La diocesi nel 2021 su una popolazione di 439.370 persone contava 69.950 battezzati, corrispondenti al 15,9% del totale.
| anno | popolazione | popolazione | popolazione | presbiteri | presbiteri | presbiteri | presbiteri                | diaconi | religiosi | religiosi | parrocchie |
| anno | battezzati  | totale      | %           | numero     | secolari   | regolari   | battezzati per presbitero | diaconi | uomini    | donne     | parrocchie |
| ---- | ----------- | ----------- | ----------- | ---------- | ---------- | ---------- | ------------------------- | ------- | --------- | --------- | ---------- |
| 1950 | 15.913      | 105.725     | 15,1        | 25         |            | 25         | 636                       |         | 3         | 57        |            |
| 1970 | 31.751      | ?           | ?           | 32         |            | 32         | 992                       |         | 43        | 52        | 20         |
| 1980 | 42.867      | 363.067     | 11,8        | 26         |            | 26         | 1.648                     |         | 35        | 46        | 20         |
| 1990 | 54.869      | 605.030     | 9,1         | 23         | 3          | 20         | 2.385                     | 3       | 28        | 53        | 21         |
| 1999 | 68.638      | 317.343     | 21,6        | 17         | 4          | 13         | 4.037                     | 3       | 16        | 44        | 21         |
| 2000 | 69.633      | 318.288     | 21,9        | 22         | 6          | 16         | 3.165                     | 3       | 19        | 41        | 21         |
| 2001 | 71.172      | 322.172     | 22,1        | 21         | 6          | 15         | 3.389                     | 3       | 18        | 41        | 22         |
| 2002 | 53.464      | 325.437     | 16,4        | 22         | 8          | 14         | 2.430                     | 3       | 16        | 41        | 23         |
| 2003 | 52.178      | 325.437     | 16,0        | 23         | 9          | 14         | 2.268                     | 2       | 23        | 44        | 23         |
| 2004 | 60.501      | 331.984     | 18,2        | 22         | 8          | 14         | 2.750                     | 2       | 18        | 43        | 23         |
| 2006 | 62.200      | 336.000     | 18,5        | 26         | 10         | 16         | 2.392                     | 2       | 19        | 31        | 26         |
| 2013 | 69.764      | 387.582     | 18,0        | 25         | 13         | 12         | 2.790                     | 1       | 12        | 23        | 25         |
| 2016 | 72.978      | 404.643     | 18,0        | 24         | 14         | 10         | 3.040                     | 1       | 10        | 22        | 25         |
| 2019 | 71.083      | 425.582     | 16,7        | 16         | 12         | 4          | 4.442                     | 1       | 6         | 21        | 25         |
| 2021 | 69.950      | 439.370     | 15,9        | 23         | 15         | 8          | 3.041                     | 1       | 8         | 22        | 25         |